# 班克斯縣 (喬治亞州)
班克斯县（英語：Banks County）是美國喬治亞州北部的一個縣。面積606平方公里。根據美國2000年人口普查，共有人口14,442人。2010年普查人口為18,395人。縣治霍默（Homer）。
成立於1858年12月11日，縣名紀念當地一名流動醫生理查·E·班克斯。